# Skallagrim Kvällulvsson
Skallagrim Kvällulvsson (fornvästnordiska Skalla-Grímr eller Skallagrímr Kveldulfsson), död på 930-talet, var en norsk viking och skald, som år 878 var tvungen att emigrera till Island under Harald Hårfagers tid, på grund av konflikter med konungen som skapats av intrigmakare. Han är mest känd för att han är far till Egil Skallagrimsson och stamfader till myramännen, men han förtjänar även uppmärksamhet för sina dikter såsom:
| Nú's hersis hefnd við hilmi efnd; gengr ulfr ok ǫrn of ynglings bǫrn. Flugu hǫggvin hræ Hallvarðs á sæ. Grár slítr undir ari Snarfara. | Hersens hämnd den höge nämn: Ulv och skarn åt kungabarn, Hallvards lik hävts i vik, i Snarfares sår sårörn står. |  |

Diktens bakgrund är följande: Som hämnd för mordet på hersen Torulv Kvällulvsson (Skallagrims bror) hade Skallagrim och Kvällulv överfallit ett av Harald Hårfagers skepp och slaktat mer än femtio kungsmän, inklusive två kusiner till kungen (10 och 12 år gamla) samt bröderna Hallvard och Snarfare: också de kungafränder. Två eller tre män skonades – förmodligen var de trälar då de sägs ha varit "mindre värda". Inför dessa överlevande kvad sedan Skallagrim denna Hämndvisa (Hefndarvísa) och befallde dem att lära den utantill så att de kunde framföra den till kungen. Han ville nämligen att kungen skulle få veta vem som utfört massakern och varför.
Strofen har intresse därför att den – om den är autentisk – är det äldsta kända exemplet på ändrimmad runhenda i norrön dikt. (Men versformen är inte helt genomförd eftersom slutrim saknas i de två sista raderna.)
Hur runhenda uppstod är en omdiskuterad fråga som är långt ifrån avgjord. Klart är att genom att byta ut komplicerade inrim mot helrim i slutet av raderna kunde inte bara rimmen utan också syntaxen göras enklare. Åke Ohlmarks antyder i kommentaren till sin översättning av Skallagrims Hämndvisa, att det kanske var just här och nu som runhenda skapades: "Såväl ändrimmen som den genom dem enkla syntaxen har i hög grad bidragit till mnemotekniken – kanske kan över huvud denna första förekomst av runhendan förklaras just av den nämnda situationen." Skallagrim skulle med andra ord ha infört runhenda för att vara säker på att de skräckslagna kungsmännen skulle komma ihåg strofen.
Ytterligare två strofer av Skallagrim har bevarats i Egil Skallagrimssons saga. De beskriver en smedja (Smiðarvísa) och en stridsyxa (Øxarvísa) och är båda författade på det betydligt mer komplicerade versmåttet dróttkvætt.